# Mikhail Grigoryevich Girshovich

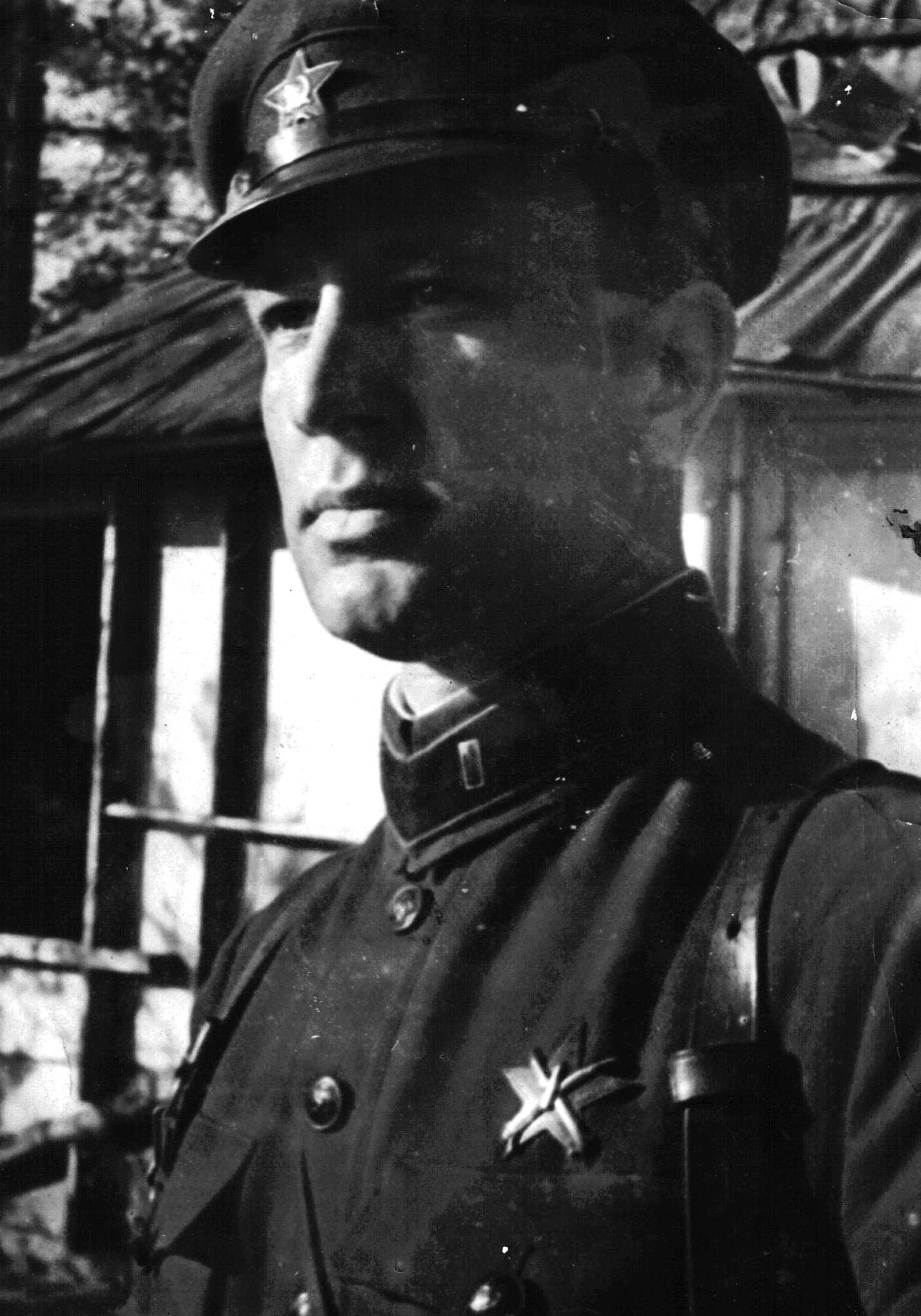
Trung tướng Girshovich vào năm 1938

Mikhail Grigoryevich Girshovich (tiếng Nga: Михаи́л Григо́рьевич Гиршо́вич, 1904–1947) là một trung tướng lực lượng phòng không Liên Xô.
Girshovich sinh ra trong một gia đình gốc Do Thái ở Ba Lan sau đó di cư sang Belarus. Năm 1920, ông gia nhập Hồng quân Liên Xô và năm 1926 tốt nghiệp trường sĩ cao xạ ở Moskva. Năm 1938, ông tốt nghiệp trường sĩ quan phòng không.
Ông là tư lệnh lực lượng Phòng không Moskva từ năm 1942 đến năm 1943, tư lệnh lực lượng Phòng không của Hồng quân từ năm 1944 đến năm 1945.
Sau Chiến tranh Vệ quốc Vĩ đại, ông là tư lệnh Tập đoàn quân phòng không Amur, rồi Phó Tư lệnh lực lượng phòng không Viễn Đông vào năm 1946 và mất năm 1947 với cương vị đó.